# Andreettaea segregatifolia
Andreettaea segregatifolia là một loài thực vật có hoa thuộc họ Lan. Đây là một loài thực vật biểu sinh nhiệt đới phân bố từ vùng nam México qua Trung Mỹ tới Panama.